# Национално знаме на Молдова
Националното знаме на Молдова е държавен символ на Молдова. То се състои от три еднакви цветни полета – синьо, жълто и червено, подредени в този ред вертикално от носещото тяло към края, и има правоъгълна форма с отношение ширина към дължина 1:2. В средата на жълтото поле е изобразен гербът на Молдова.
Знамето на Молдова е прието през 1990 г. и е създадено по модел на румънското национално знаме поради културната и историческа връзка между двете страни.

## История

### Молдавска демократична република(1917 – 1918)
- Национално знаме на Молдавската демократична република (1917 – 1918)

### Молдавска автономна съветска социалистическа република(1924 – 1940)
- Първи флаг Молдавската автономна съветска социалистическа република
(19 октомври 1925 – 6 януари 1938)
- Втори флаг Молдавската АССР
(6 януари 1938 – 27 февруари 1938)
- Трети флаг na Молдавската АССР
(27 февруари 1938 – 2 август 1940)

### Молдавска съветска социалистическа република(1940 – 1990)
- Първи флаг на Молдавската съветска социалистическа република
(10 февруари 1941 – 31 януари 1952)
- Втори флаг на Молдавската ССР
(31 януари 1952 – 27 април 1990)

### Съветска социалистическа република Молдова(1990 – 1991)
- Ранна версия на флага на ССР Молдова
- Флаг на ССР Молдова
27 април – 3 ноември 1990
- Флаг на ССР Молдова
3 ноември – 27 август 1990

### Република Молдова(1991 – настояще)
- Флаг на Молдова
27 август 1990 – настояще

- Обратната страна на флага на Молдова 1990 – 2010
- Oбратна страна на знамето от 2010